# Platypalpus rubefactus
Platypalpus rubefactus är en tvåvingeart som beskrevs av Axel Leonard Melander 1927. Platypalpus rubefactus ingår i släktet Platypalpus och familjen puckeldansflugor.
Artens utbredningsområde är Maryland. Inga underarter finns listade i Catalogue of Life.